# غوس جونستون
غوس جونستون (بالإنجليزية: Gus Johnston)‏ هو لاعب هوكي الحقل أسترالي، ولد في 19 مايو 1979.